# Formel 1-VM 2005
Formel 1-VM 2005 hade 19 deltävlingar som kördes under perioden 6 mars-16 oktober. Michael Schumachers och Ferraris dominans bröts och istället kom säsongen att handla om kampen mellan de unga talangerna Fernando Alonso i Renault och Kimi Räikkönen i McLaren-Mercedes.  Förarmästerskapet vanns av spanjoren Fernando Alonso och konstruktörsmästerskapet av Renault.
Säsongen 2005 var även den sista för Minardi innan de togs över av dryckesjätten Red Bull och blev den kommande säsongen Scuderia Toro Rosso även Jordan Grand Prix blev uppköpta av ryska intressen och blev den kommande säsongen Midland F1 Racing

## Vinnare
- Förare:  Fernando Alonso, Spanien, Renault
- Konstruktör:  Renault, Frankrike

## Grand Prix-kalender
| Grand Prix                 | Datum        | Bana              | Vinnande förare      | Vinnande tillverkare |   |
| -------------------------- | ------------ | ----------------- | -------------------- | -------------------- | - |
| Australiens Grand Prix     | 6 mars       | Albert Park       | Giancarlo Fisichella | Renault              | * |
| Malaysias Grand Prix       | 20 mars      | Sepang            | Fernando Alonso      | Renault              | * |
| Bahrains Grand Prix        | 3 april      | Sakhir            | Fernando Alonso      | Renault              | * |
| San Marinos Grand Prix     | 24 april     | Imola             | Fernando Alonso      | Renault              | * |
| Spaniens Grand Prix        | 8 maj        | Catalunya         | Kimi Räikkönen       | McLaren-Mercedes     | * |
| Monacos Grand Prix         | 22 maj       | Monte Carlo       | Kimi Räikkönen       | McLaren-Mercedes     | * |
| Europas Grand Prix         | 29 maj       | Nürburgring       | Fernando Alonso      | Renault              | * |
| Kanadas Grand Prix         | 12 juni      | Montréal          | Kimi Räikkönen       | McLaren-Mercedes     | * |
| USA:s Grand Prix           | 19 juni      | Indianapolis      | Michael Schumacher   | Ferrari              | * |
| Frankrikes Grand Prix      | 3 juli       | Magny-Cours       | Fernando Alonso      | Renault              | * |
| Storbritanniens Grand Prix | 10 juli      | Silverstone       | Juan Pablo Montoya   | McLaren-Mercedes     | * |
| Tysklands Grand Prix       | 24 juli      | Hockenheimring    | Fernando Alonso      | Renault              | * |
| Ungerns Grand Prix         | 31 juli      | Hungaroring       | Kimi Räikkönen       | McLaren-Mercedes     | * |
| Turkiets Grand Prix        | 21 augusti   | Istanbul Park     | Kimi Räikkönen       | McLaren-Mercedes     | * |
| Italiens Grand Prix        | 4 september  | Monza             | Juan Pablo Montoya   | McLaren-Mercedes     | * |
| Belgiens Grand Prix        | 11 september | Spa-Francorchamps | Kimi Räikkönen       | McLaren-Mercedes     | * |
| Brasiliens Grand Prix      | 25 september | Interlagos        | Juan Pablo Montoya   | McLaren-Mercedes     | * |
| Japans Grand Prix          | 9 oktober    | Suzuka            | Kimi Räikkönen       | McLaren-Mercedes     | * |
| Kinas Grand Prix           | 16 oktober   | Shanghai          | Fernando Alonso      | Renault              | * |

## Team och förare
| Stall/Tillverkare | Nummer | Förare                           |
| ----------------- | ------ | -------------------------------- |
| BAR-Honda         | 3      | Jenson Button, Storbritannien    |
| BAR-Honda         | 4      | Takuma Sato, Japan               |
| Ferrari           | 1      | Michael Schumacher, Tyskland     |
| Ferrari           | 2      | Rubens Barrichello, Brasilien    |
| Jordan-Toyota     | 18     | Tiago Monteiro, Portugal         |
| Jordan-Toyota     | 19     | Narain Karthikeyan, Indien       |
| McLaren-Mercedes  | 9      | Kimi Räikkönen, Finland          |
| McLaren-Mercedes  | 10     | Juan Pablo Montoya, Colombia     |
| McLaren-Mercedes  | 10     | Alexander Wurz, Österrike        |
| McLaren-Mercedes  | 10     | Pedro de la Rosa, Spanien        |
| Minardi-Cosworth  | 20     | Christijan Albers, Nederländerna |
| Minardi-Cosworth  | 21     | Patrick Friesacher, Österrike    |
| Minardi-Cosworth  | 21     | Robert Doornbos, Nederländerna   |
| Red Bull-Cosworth | 14     | David Coulthard, Storbritannien  |
| Red Bull-Cosworth | 15     | Christian Klien, Österrike       |
| Red Bull-Cosworth | 15     | Vitantonio Liuzzi, Italien       |
| Renault           | 5      | Fernando Alonso, Spanien         |
| Renault           | 6      | Giancarlo Fisichella, Italien    |
| Sauber-Petronas   | 11     | Jacques Villeneuve, Kanada       |
| Sauber-Petronas   | 12     | Felipe Massa, Brasilien          |
| Toyota            | 16     | Ralf Schumacher, Tyskland        |
| Toyota            | 17     | Jarno Trulli, Italien            |
| Williams-BMW      | 7      | Mark Webber, Australien          |
| Williams-BMW      | 8      | Nick Heidfeld, Tyskland          |
| Williams-BMW      | 8      | Antônio Pizzonia, Brasilien      |

## Slutställning

### Förare

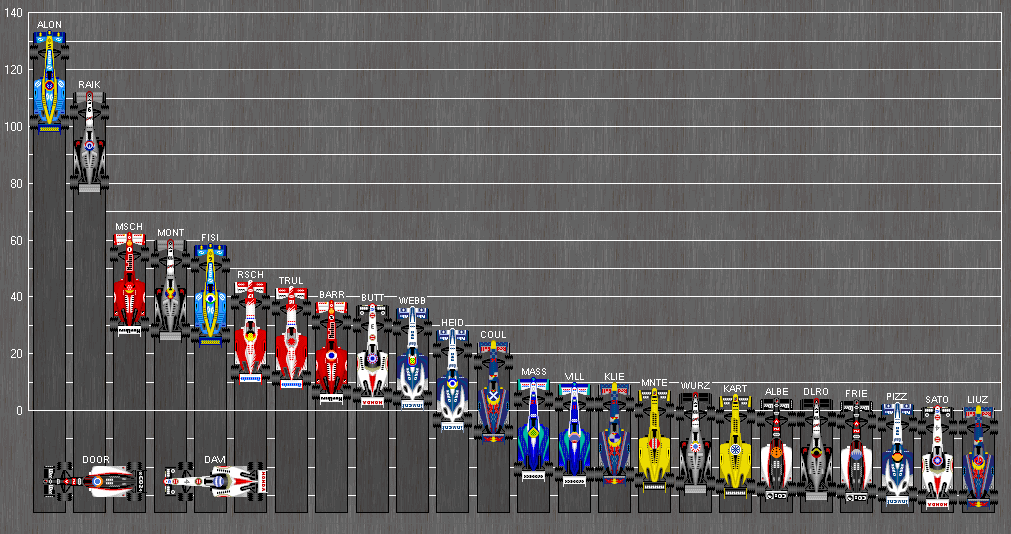
Slutställningen i bild.

| Placering | Förare               | Konstruktör       | Poäng |
| --------- | -------------------- | ----------------- | ----- |
| 1         | Fernando Alonso      | Renault           | 133   |
| 2         | Kimi Räikkönen       | McLaren-Mercedes  | 112   |
| 3         | Michael Schumacher   | Ferrari           | 62    |
| 4         | Juan Pablo Montoya   | McLaren-Mercedes  | 60    |
| 5         | Giancarlo Fisichella | Renault           | 58    |
| 6         | Ralf Schumacher      | Toyota            | 45    |
| 7         | Jarno Trulli         | Toyota            | 43    |
| 8         | Rubens Barrichello   | Ferrari           | 38    |
| 9         | Jenson Button        | BAR-Honda         | 37    |
| 10        | Mark Webber          | Williams-BMW      | 36    |
| 11        | Nick Heidfeld        | Williams-BMW      | 28    |
| 12        | David Coulthard      | Red Bull-Cosworth | 24    |
| 13        | Felipe Massa         | Sauber-Petronas   | 11    |
| 14        | Jacques Villeneuve   | Sauber-Petronas   | 9     |
| 15        | Christian Klien      | Red Bull-Cosworth | 9     |
| 16        | Tiago Monteiro       | Jordan-Toyota     | 7     |
| 17        | Alexander Wurz       | McLaren-Mercedes  | 6     |
| 18        | Narain Karthikeyan   | Jordan-Toyota     | 5     |
| 19        | Christijan Albers    | Minardi-Cosworth  | 4     |
| 20        | Pedro de la Rosa     | McLaren-Mercedes  | 4     |
| 21        | Patrick Friesacher   | Minardi-Cosworth  | 3     |
| 22        | Antônio Pizzonia     | Williams-BMW      | 2     |
| 23        | Takuma Sato          | BAR-Honda         | 1     |
| 24        | Vitantonio Liuzzi    | Red Bull-Cosworth | 1     |

### Konstruktörer
| Placering | Konstruktör       | Poäng |
| --------- | ----------------- | ----- |
| 1         | Renault           | 191   |
| 2         | McLaren-Mercedes  | 182   |
| 3         | Ferrari           | 100   |
| 4         | Toyota            | 88    |
| 5         | Williams-BMW      | 66    |
| 6         | BAR-Honda         | 38    |
| 7         | Red Bull-Cosworth | 34    |
| 8         | Sauber-Petronas   | 20    |
| 9         | Jordan-Toyota     | 12    |
| 10        | Minardi-Cosworth  | 7     |